# Boy's Abyss
Boy's Abyss (少年のアビス?, Shōnen no Abisu, lett. "L'abisso del ragazzo") è un manga scritto e disegnato da Ryō Minenami e serializzato dal 27 febbraio 2020 al 25 luglio 2024 sulla rivista Weekly Young Jump di Shūeisha. L'edizione italiana è  stata pubblicata da Panini Comics dal 23 giugno 2022 al 26 giugno 2025.

## Trama
Il diciassettenne Reiji Kurose vive in una piccola città di periferia, in una monotona quotidianità ricca di problemi. Suo padre è scomparso, il fratello maggiore vive da hikikomori, l'anziana nonna soffre di demenza, costringendo lui e la madre a farsi carico di tutto. Inoltre è oppresso dal suo amico d'infanzia Gen, che lo picchia e lo tratta da galoppino. Reiji è combattuto per il suo futuro: da un lato vuole lasciare la città per proseguire gli studi all'università, dall'altro non vuole abbandonare la sua famiglia e sobbarcare sua madre di tutto. L'unico piacere è dato dal tempo passato con l'amica Chako con cui legge manga e segue un gruppo di idol chiamato Acrylic.
Una sera al minimarket locale nota una nuova commessa, e riconosce in lei Nagi Aoe delle Acrylic, la sua cantante e idol preferita. Più tardi ha modo di parlare con lei e la accompagna in bici a visitare la città, nel mentre Reiji le racconta le sue frustrazioni. Tornati Nagi fa un'agghiacciante proposta a Reiji: chiede se gli andrebbe di suicidarsi insieme a lei! Entrambi non hanno motivo di morire, ma la loro vita è talmente vuota e spenta che non hanno nemmeno motivo di continuare a vivere in quel modo. Dopodiché Nagi porta a casa sua Reiji e i due hanno un rapporto sessuale, al termine del quale Reiji scopre però che Nagi è sposata con lo scrittore Kosaku Esemori, anche se si tratta solo di un matrimonio fittizio.
Qualche giorno dopo i due si incontrano e decidono di farla finita in un famoso luogo della città, dove secondo la leggenda in passato due amanti si suicidarono gettandosi nel fiume. Un istante prima di lanciarsi vengono però salvati dall'insegnante di Reiji, Yuri Shibasawa, che fortunatamente li ha notati passando in auto. Nagi torna indietro a piedi sotto la pioggia, mentre Reiji viene portato a casa della professoressa per essere accudito. Yuri sviluppa il desiderio di aiutarlo e prendersi cura di lui, innamorandosi di Reiji. Reiji è d'accordo e nei giorni seguenti i due hanno diversi rapporti sessuali, ma Reji una volta elaborata meglio la situazione cerca di prendere le distanze da lei, che in modo possessivo cerca di tenerlo distante sia da Negi che da Chako. Nel frattempo Nagi è tornata a Tokyo dove riprende la sua attività di idol.

## Personaggi
Reiji Kurose (黒瀬 令児?, Kurose Reiji)
Interpretato da: Towa Araki
Protagonista della storia è un liceale diciassettenne iscritto alla Mukaitsu High School. Nonostante l'apparente tranquillità e spensieratezza è in realtà disperato per la vita che sta vivendo con la sua famiglia nella città in cui vivono, e spera di poterla abbandonare per andare all'università. Una sera recandosi al minimarket vicino a casa riconosce nella nuova commessa l'idol Nagi Aoe. Dopo averla accompagnata in un giro panoramico della città ha un rapporto con lei. Quando i due decino di suicidarsi insieme buttandosi nel fiume vengono salvati all'ultimo momento dalla sua insegnante Shibasawa, che casualmente passava di li.
Nagi Aoe (青江 ナギ?, Aoe Nagi)
Interpretata da: Hinako Kitano
Membro di spicco del gruppo di idol Acrylic, è una ragazza di vent'anni dai lunghi capelli blu. Ha preso una pausa a tempo indeterminato dalla sua attività, trasferendosi in incognito nella piccola cittadina Dopo l'incontro con Reiji, e compreso il suo stato d'animo, gli propone di fare un suicidio di coppia gettandosi nel fiume. Dopo aver avuto un rapporto con Reiji, si scopre che in realtà è sposata con lo scrittore Esemori, anche lui appena tornato in città. Dopo il primo tentativo fallito di suicidio con Reiji torna a Tokyo, dove riprende la sua attività di Idol, salvo poi tornare a far visita a Reiji quando viene ricoverato in ospedale a seguito del suo secondo tentato suicidio.
Sakuko Akiyama (秋山 朔子?, Akiyama Sakuko)
Interpretata da: Miyu Honda
Amica d'infanzia di Reiji, soprannominata da tutti Chako (チャコ?). Frequenta una scuola superiore femminile ed è lei ad aver fatto conoscere a Reiji il gruppo Acrylic e Nagi Aoe. Grande ammiratrice dello scrittore Kosaku Esemori e dei suoi libri, desidera andare all'università a Tokyo per poter diventare un'editor. Quando conosce finalmente Esemori rimane molto delusa da lui.
Yuri Shibasawa (柴沢 由里?, Shibasawa Yuri)
Doppiata da: Yōko Hikasa (video promozionale), interpretata da: Rena Matsui
Insegnante di 29 anni alla scuola di Reiji, ex campionessa di tennistavolo, frustrata dalla monotonia del suo attuale lavoro. Accidentalmente salva Reiji e Nagi appena prima che commettano suicidio, portando quest'ultimo a casa sua. Sviluppa in quel momento un malsano senso di missione per Reiji, innamorandosi e avendo con lui numerosi rapporti sessuali nei giorni successivi. Compresa la tossicità della relazione di Reiji con Nagi si assicura da subito di tenerli separati, ma fa di tutto anche per allontanarlo dalla sua famiglia e da Chako, con lo scopo di avere Reiji per sé e che staccandosi da tutti i legami con il resto della città possa finalmente abbandonarla per andare all'università altrove.
Gen Minegishi (峯岸 玄?, Minegishi Gen)
Interpretato da: Natsuki Hori
Amico d'infanzia di Reiji, e figlio del titolare di una grossa impresa di costruzioni della città. Tiene un comportamento violento e bullizza Reiji, facendogli fare il galoppino. In realtà tiene molto a Reiji, considerandolo come un fratello e avendo dei sentimenti quasi ossessivi nei suoi confronti. Fa di tutto affiché Reiji non lasci la città, minacciando e picchiando le persone attorno a lui. Tenta perfino di uccidere Nagi Aoe quando questa fa ritorno in città, ritenendola la causa scatenante di tutti gli avvenimenti recenti.
Yuko Kurose (黒瀬 夕子?, Kurose Yūko)
Interpretata da: Reiko Kataoka
Madre di Reiji, lavora come infermiera presso l'ospedale locale. Rimasta senza marito si occupa di Reiji, di suo fratello e dell'anziana nonna, affetta da demenza. Prova molto affetto per Reiji, sostenendolo, ma a sua volta adotta una serie di comportamenti e azioni affinché lui non voglia più andarsene. Ha una relazione segreta con il padre di Gen, e si scopre che quando era adolescente ha avuto una relazione con Esemori, suo coetaneo. Quando aveva 17 anni ha tentato a sua volta di commettere un suicidio di coppia, sopravvivendo. È ritenuta da Gen e da Esemori una donna mostruosa e temibile.
Kosaku Esemori (似非森?, Esemori Kōsaku)
Interpretato da: Sōkō Wada
Popolare scrittore di Libri e marito di Nagi. Quando fa ritorno in città per omaggiare la defunta madre, portando con sé Nagi e rivelandosi quindi l'elemento scatenante di tutte le vicende della storia. Il suo vero nome è Akira Nozoe (野添 旭?, Nozoe Akira) e da giovane aveva una relazione amorosa con Yuko Kurose, lasciando tuttavia la città senza terminare gli studi per scappare a Tokyo, senza far ritorno per oltre 18 anni. Reiji sospetta che lui sia il suo vero padre.

## Media

### Manga
La serie, scritta e disegnata da Ryō Minenami, è stata serializzata dal 27 febbraio 2020 al 25 luglio 2024 sulla rivista Weekly Young Jump edita da Shūeisha. I capitoli sono stati raccolti in 18 volumi tankōbon dal 17 luglio 2020 al 18 ottobre 2024.
In Italia la serie è stata pubblicata da Panini Comics sotto l'etichetta Planet Manga dal 23 giugno 2022 al 26 giugno 2025.
| 1  | 17 luglio 2020              | ISBN 978-4-08-891601-9 | 23 giugno 2022    | ISBN 978-88-287-1594-8 |
| 1  | Capitoli - Capitoli 1-7     |                        |                   |                        |
| 2  | 18 settembre 2020           | ISBN 978-4-08-891667-5 | 25 agosto 2022    | ISBN 978-88-287-1669-3 |
| 2  | Capitoli - Capitoli 8-17    |                        |                   |                        |
| 3  | 18 dicembre 2020            | ISBN 978-4-08-891798-6 | 27 ottobre 2022   | ISBN 978-88-287-2168-0 |
| 3  | Capitoli - Capitoli 18-27   |                        |                   |                        |
| 4  | 18 marzo 2021               | ISBN 978-4-08-891818-1 | 15 dicembre 2022  | ISBN 978-88-287-2573-2 |
| 4  | Capitoli - Capitoli 28-37   |                        |                   |                        |
| 5  | 18 giugno 2021              | ISBN 978-4-08-892006-1 | 2 marzo 2023      | ISBN 978-88-287-4231-9 |
| 5  | Capitoli - Capitoli 38-47   |                        |                   |                        |
| 6  | 17 settembre 2021           | ISBN 978-4-08-892071-9 | 20 aprile 2023    | ISBN 978-88-287-4390-3 |
| 6  | Capitoli - Capitoli 48-57   |                        |                   |                        |
| 7  | 17 dicembre 2021            | ISBN 978-4-08-892163-1 | 15 giugno 2023    | ISBN 978-88-287-4608-9 |
| 7  | Capitoli - Capitoli 58-68   |                        |                   |                        |
| 8  | 18 marzo 2022               | ISBN 978-4-08-892244-7 | 31 agosto 2023    | ISBN 978-88-287-5225-7 |
| 8  | Capitoli - Capitoli 69-78   |                        |                   |                        |
| 9  | 17 giugno 2022              | ISBN 978-4-08-892339-0 | 19 ottobre 2023   | ISBN 978-88-287-7024-4 |
| 9  | Capitoli - Capitoli 79-88   |                        |                   |                        |
| 10 | 16 settembre 2022           | ISBN 978-4-08-892428-1 | 21 dicembre 2023  | ISBN 978-88-287-7209-5 |
| 10 | Capitoli - Capitoli 89-98   |                        |                   |                        |
| 11 | 19 dicembre 2022            | ISBN 978-4-08-892563-9 | 22 febbraio 2024  | ISBN 978-88-287-7809-7 |
| 11 | Capitoli - Capitoli 99-108  |                        |                   |                        |
| 12 | 17 marzo 2023               | ISBN 978-4-08-892628-5 | 25 aprile 2024    | ISBN 978-88-287-8151-6 |
| 12 | Capitoli - Capitoli 109-118 |                        |                   |                        |
| 13 | 19 giugno 2023              | ISBN 978-4-08-892717-6 | 4 luglio 2024     | ISBN 978-88-287-8894-2 |
| 13 | Capitoli - Capitoli 119-129 |                        |                   |                        |
| 14 | 19 settembre 2023           | ISBN 978-4-08-892819-7 | 26 settembre 2024 | ISBN 978-88-287-9441-7 |
| 14 | Capitoli - Capitoli 130-140 |                        |                   |                        |
| 15 | 19 dicembre 2023            | ISBN 978-4-08-893052-7 | 28 novembre 2024  | ISBN 979-12-21902-25-9 |
| 15 | Capitoli - Capitoli 141-150 |                        |                   |                        |
| 16 | 18 marzo 2024               | ISBN 978-4-08-893163-0 | 30 gennaio 2025   | ISBN 979-12-21908-34-3 |
| 16 | Capitoli - Capitoli 151-160 |                        |                   |                        |
| 17 | 18 luglio 2024              | ISBN 978-4-08-893206-4 | 27 marzo 2025     | ISBN 979-12-21913-28-6 |
| 17 | Capitoli - Capitoli 161-172 |                        |                   |                        |
| 18 | 18 ottobre 2024             | ISBN 978-4-08-893384-9 | 26 giugno 2025    | ISBN 979-12-21917-50-5 |
| 18 | Capitoli - Capitoli 173-183 |                        |                   |                        |

### Live-action
Un adattamento televisivo live-action è stato annunciato il 27 luglio 2022. La serie è diretta da Misato Kato, sceneggiata da Kyoko Inukai e vede Towa Araki come protagonista. Il dorama è andato in onda in Giappone dal 1º settembre al 20 ottobre 2022 nel contenitore Drama Tokku di MBS TV. La sigla d'apertura è Inner Child (インナアチャイルド?, Innā Chairudo) di RIM mentre quella di chiusura è Iris di SpendyMily.

## Accoglienza
Nel 2021 il manga si è classificato all'11º posto nel 7° Next Manga Award nella categoria cartacea. A luglio 2022 la serie ha oltre un milione di copie vendute in circolazione.